# باشگاه فوتبال لانگرئو
باشگاه فوتبال لانگرئو (انگلیسی: UP Langreo) یک باشگاه فوتبال مستقر در لانگرئو، آستوریاس، اسپانیا است که در حال حاضر در سگوندا فدراسیون، چهارمین سطح لیگ فوتبال در این کشور به فعالیت می‌پردازد.
آن‌ها بازی‌های خانگی خود را در ورزشگاه گانزابال، مستقر در لانگرئو، آستوریاس، اسپانیا انجام می‌دهند که به اندازه ۴۰۲۴ صندلی گنجایش پذیرش تماشاگر دارد.